# Sydgletsjer (Gåsefjord)
De Sydgletsjer is een gletsjer in de gemeente Sermersooq in het uiterste noordwesten van Groenland. Het is de meest oostelijke gletsjer van de vijf grotere gletsjers die uitkomen in het Gåsefjord. De andere gletsjers zijn onder andere de Magga Dangletsjer (de eerstvolgende in het zuidwesten), de Kista Dangletsjer en de Gåsegletsjer. De Sydgletsjer ligt aan de noordzijde van het Geikieplateau. Ruim 35 kilometer naar het noordoosten ligt de Bredegletsjer.
De Sydgletsjer heeft een lengte van meer dan 35 kilometer en een breedte van ruim vijf kilometer.